# Liste der Straßen und Plätze in Kiel/O

## Ob

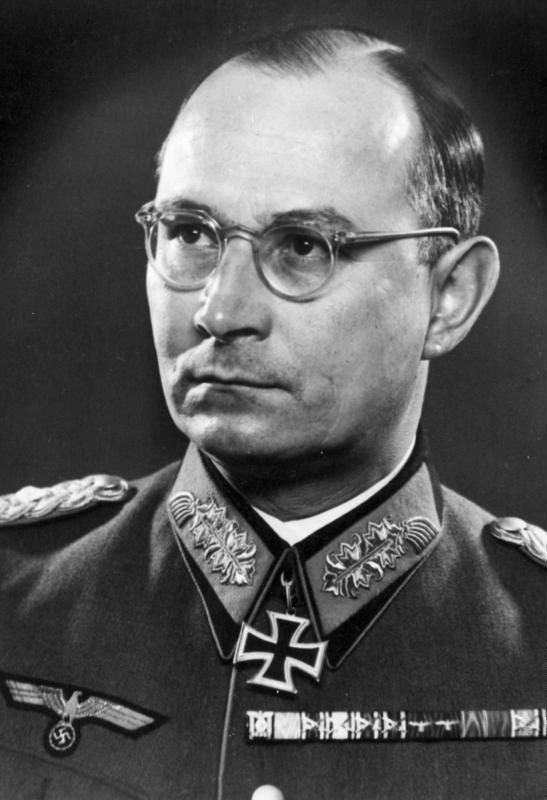
Friedrich Olbricht (1939)

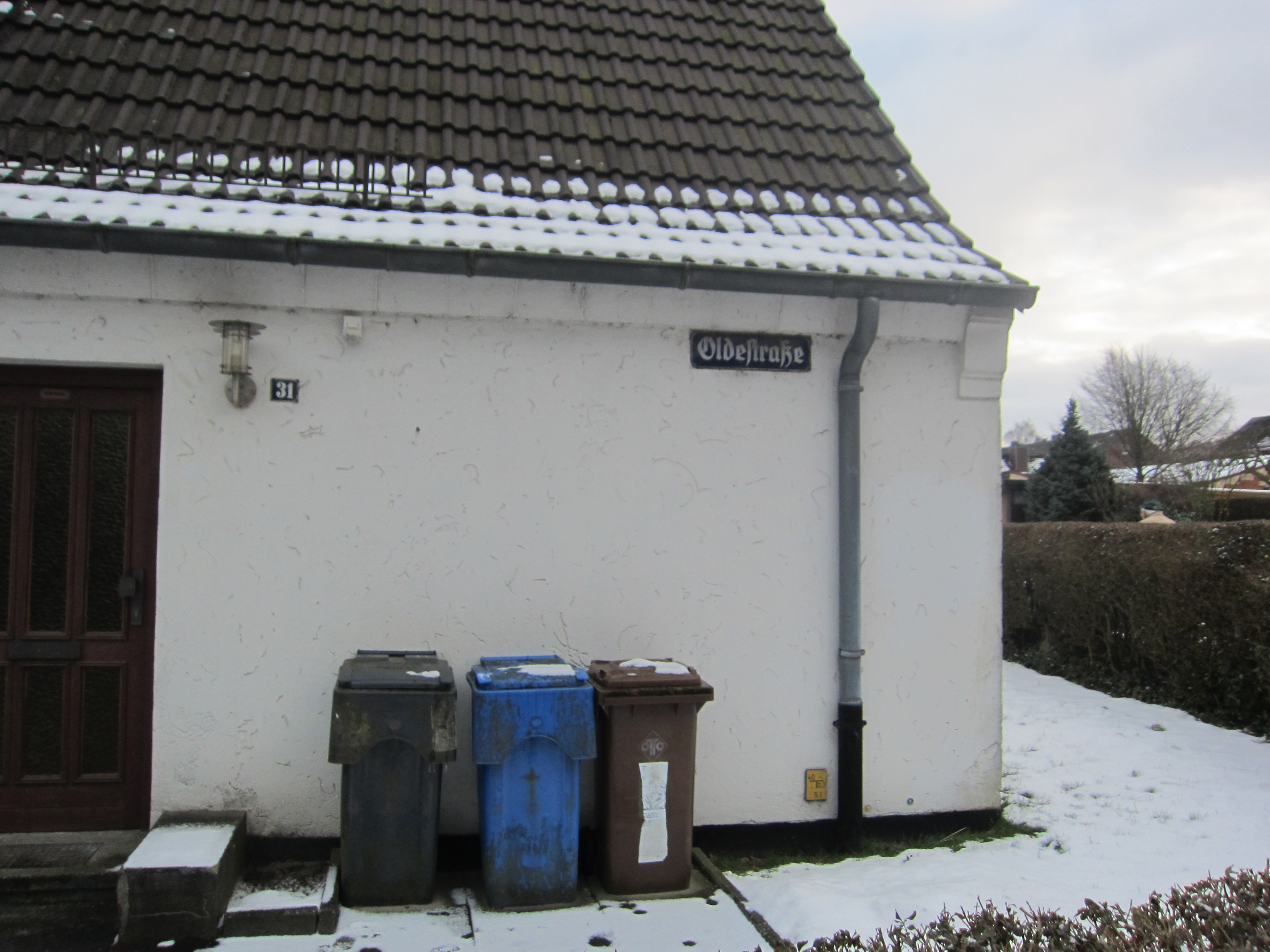
Straßenschild „Oldestraße“ in alter Schrift

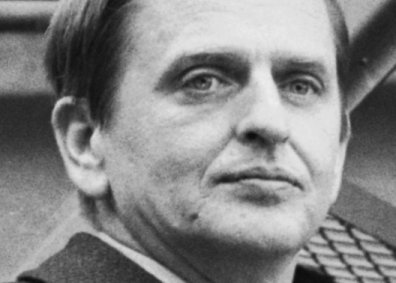
Olof Palme

Obere Straße, Pries
1904 wurde der Name durch den Gemeinderat beschlossen.
* Obere Straße, Vorstadt
1877 wurde der Name festgelegt, 1895 die Verlängerung der Friedrichstraße bis zur Oberen Straße sowie die Obere Straße erhalten den Namen Friedrichstraße.
* Oberstraße, Wellingdorf
1904 erstmals im Kieler Adressbuch aufgeführt, 1965 wurde die Oberstraße in Stolzeweg umbenannt.
Odbarsweg, Moorsee
2005 nach einem alten Flurnamen benannt.
Odensestraße, Mettenhof
1965 nach der Stadt Odense benannt.
Olandwinkel, Suchsdorf
1962 nach der nordfriesischen Hallig Oland benannt.
Olbarg, Meimersdorf
1999 nach einem Flurnamen bzw. Flurstück benannt.
Olbrichtweg, Wellsee
1983 nach Friedrich Olbricht benannt.
Oldenburger Straße, Gaarden-Süd
1938 nach der Stadt Oldenburg benannt.
Oldesloer Platz, Gaarden-Süd
angelegt als Rathausplatz, 1908 erstmals im Kieler Adressbuch aufgeführt, 1936 nach der Stadt Bad Oldesloe umbenannt.
Oldesloer Straße, Gaarden-Süd
1902 angelegt als Rathausstraße, 1936 in Oldesloer Straße umbenannt.
Oldestraße, Friedrichsort
1936 nach Hans Olde benannt.
Oleanderplatz, Meimersdorf
2008 wurde der Name mit Bezug auf den Begriff Meimersdorf-Gartenstadt festgelegt.
* Ole Koppel, Suchsdorf
1966 wurde eine von der Von-der-Wischstraße nach außen abzweigende Stichstraße geplant, 1969 wurde die Planung geändert und die Straße aufgehoben.
Olof-Palme-Damm, Wik, Suchsdorf
1987 nach Sven Olof Joachim Palme benannt.
Olshausenstraße, Ravensberg, Wik
1902 nach Theodor Olshausen benannt.

## Op

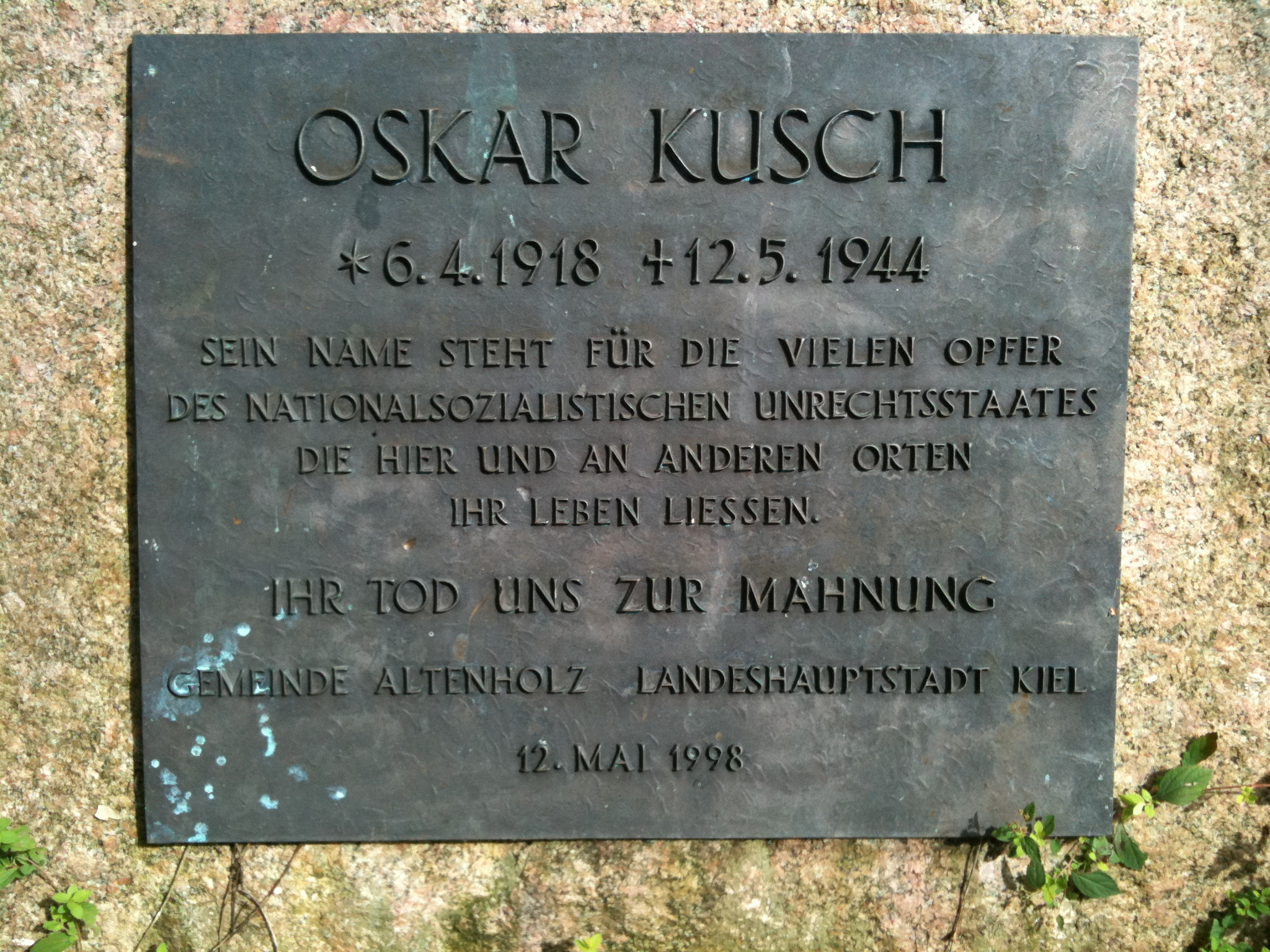
Gedenktafel in der Oskar-Kusch-Straße in Altenholz/Kiel in der Nähe seiner Hinrichtungsstelle

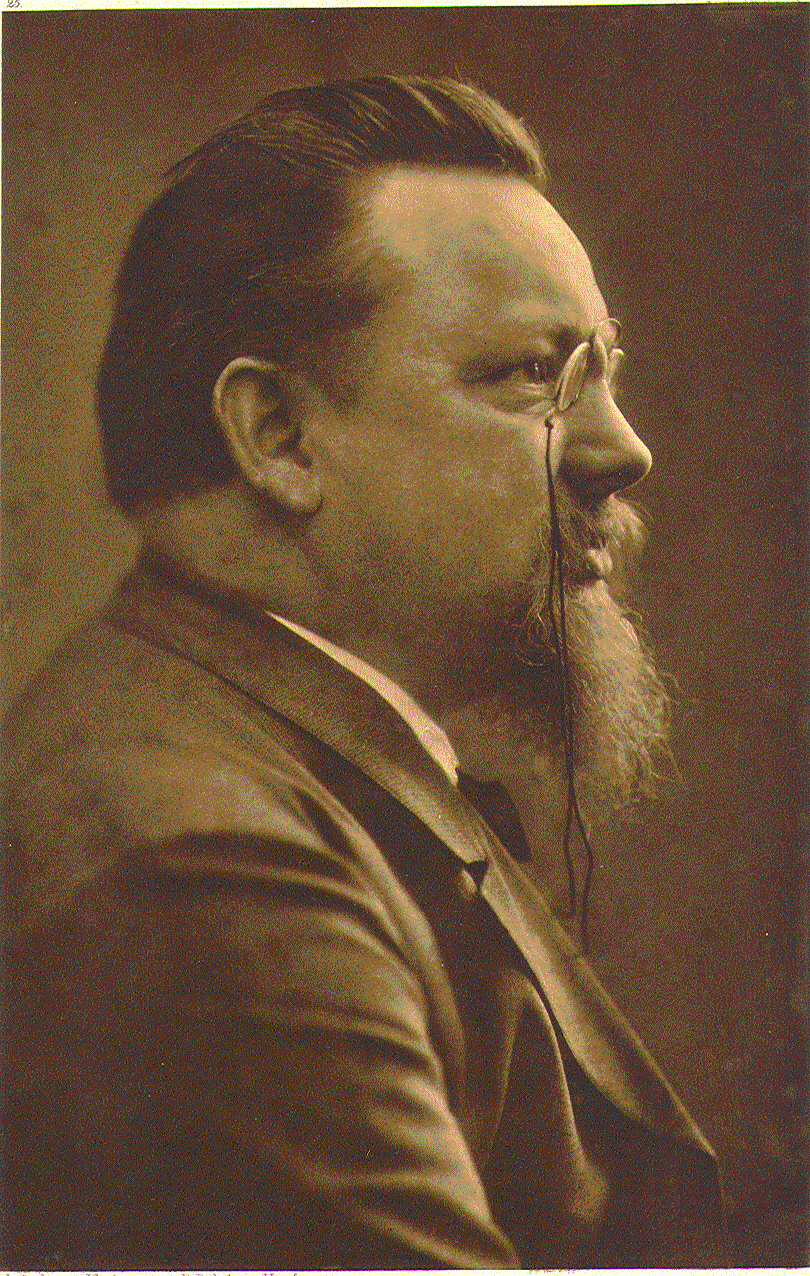
Otto Ernst

Oppendorfer Straße, Neumühlen-Dietrichsdorf
1964 nach dem Gut Oppendorf an der Schwentine benannt.
* Oppendorfer Straße, Wellingdorf
1911 wurde der Name festgelegt, 1926 wurde die Straße in Rastorfer Straße umbenannt, 1930 in Flüggendorfer Straße umbenannt.
Oppendorfer Weg, Siedlung Oppendorf
1914 im Protokolltext der Gemeinderatssitzung erwähnt, 1915 erstmals im Kieler Adressbuch aufgeführt.
* Ort, Ellerbek
1871 im Protokolltext der Gemeinderatssitzung als Ellerbeker Ort erwähnt, 1878 erstmals im Kieler Adressbuch aufgeführt, 1884 in Fischerort umbenannt.
Oskar-Kusch-Straße, Holtenau
angelegt als Am Schießstand, 1997 wurde ein Teil der Straße Am Schießstand und zwar von Am Jägersberg bis zum Friedrich-Voß-Ufer in die Gemeinde Altenholz umgemeindet, 1998 wurde die Straße nach Oskar Kusch benannt.
* Oslokai, Altstadt
1960 bereits auf dem Kieler Stadtplan eingezeichnet, 1979 erstmals im Kieler Adressbuch aufgeführt, bis 1997 Fährterminal und Anlegestelle der Kiel-Oslo-Linie.
Osloring, Mettenhof
1967 nach der Stadt Oslo benannt.
Ostanger, Siedlung Oppendorf
1979 wurde der Name als Mittelpunkt eines Ortes in der Ratsversammlung festgelegt.
Ostpreußenweg, Wellsee
1965 nach der ehemaligen preußischen Provinz Ostpreußen benannt.
Ostring, Gaarden-Süd, Gaarden-Ost, Ellerbek, Wellingdorf, Neumühlen-Dietrichsdorf
1947 wurde der Name in einer Stadtverwaltungssitzung festgelegt, Umgehungsstraße auf dem Ostufer von Kiel im Gegensatz zum Westring auf dem Westufer.
Ostseekai, Altstadt
angelegt als Oslokai, 1960 bereits auf dem Kieler Stadtplan eingezeichnet, 1979 erstmals im Kieler Adressbuch aufgeführt, 1997 wurden die Anlegestelle und das Terminal in Ostseekai umbenannt.
Ostseestraße, Suchsdorf
1962 nach der Ostsee benannt.
Otto-Ernst-Weg, Pries
1940 nach Otto Ernst benannt.

## Ot
Otto-Hahn-Platz, Ravensberg
1979 nach Otto Hahn benannt.
Ottomar-Enking-Straße, Pries
1938 nach Ottomar Enking benannt.
Otto-Rehder-Straße, Hassee
2002 nach Otto Rehder (23. Juni 1884 bis 18. April 1945) benannt – Rehder war Maler von Beruf. Von 1919 bis 1936 hatte er das Amt des Bürgervorstehers der Gemeinde Russee inne. Als begeisterter Turner gründete er im Februar 1924 den Turn- und Spielverein Russee.
Ottostraße, Moorsee
1976 nach Nicolaus August Otto benannt.
* Otto-Streibel-Straße,  Gaarden-Süd
1936 wurde der Name nach Otto Streibel benannt, 1945 wurde die Straße in Pappelweg umbenannt.
Ottweilerstraße, Hassee, Südfriedhof
1936 nach der Stadt Ottweiler benannt.